# Chlorogomphus tunti
Chlorogomphus tunti – gatunek ważki z rodziny Chlorogomphidae. Występuje w środkowych i południowych Chinach – w prowincjach Kuejczou, Shaanxi i Syczuan.